# 2016-os hamái offenzíva
A 2016-os hamái offenzíva, a felkelők kódnevén Istenért vívott csata a szíriai polgárháború egyik katonai offenzívája volt, melyet a felkelők indítottak Hamá kormányzóság északi részén, hogy csökkentsék az Aleppónál harcoló társaikra feszülő nyomást.

## Az offenzíva

### A felkelők előretörése
A hadművelet augusztus 29-én kezdődött, mikor a Jund al-Aqsa két autóbombát robbantott fel a Szír Hadsereg egyik ellenőrző pontjánál al-Lataminah falu közelében. Elszórt harcok indultak, melyek után a felkelők gyorsan egymás után több falut is megszereztek. A helyi kormánypárti Nemzetvédelmi Erők így hirtelen, koordinálatlan visszavonulásra kényszerültek. A felkelők így könnyedén meg tudták szerezni Halfaya városát.
Az elkövetkező 48 órában a Szíriai Arab Légierő 52 légi támadást hajtott végre, melyben legalább 20 felkelőt megöltek, és ezután ideiglenesen a Hadsereg egy falut elfoglalt, de innét kiszorították őket. Augusztus 30-án estére a felkelők elfoglalták Taybat al-Imam városát és két közeli falut. Másnap a felkelők behatoltak Suran város területére, de miután a központot nem sikerült bevenniük, kiszorították innét őket. Négy órával később azonban újabb támadást indítottak, melynek a végén végérvényesen megszerezték Surant. Ezután a Jund al-Aqsa vezette felkelői erők megtámadták Ma'am Alawite nevű faluját, és azt állították, a településtől északra négy kisebb akadályt, attól keletre pedig három ellenőrző pontot elfoglaltak.
Szeptember 1-én a felkelők elfoglalták Maardis városát és a közelében fekvő egyik falut. A Maardis közelében történő előretörésük alatt a felkelők elfoglaltak egy rakétabázist, melyet az orosz katonáknak készítettek elő. Az elkövetkező négy nap alatt számos sikertelen kísérlete volt a Hadseregnek a város visszafoglalására. Eközben a felkelők egy másik falut is megtámadtak Ma’an mellett, a Kawkab és Jubbayn elleni támadást pedig visszaverték a kormány seregei.
Szeptember 2-án egy alacsonyan szálló Aérospatiale Gazelle-t megsemmisített a Jaish al-Izza egyik BGM–71 TOW típusú föld-levegő rakétája. Másnap a Szír Hadsereg ideiglenesen visszafoglalta a Samam-hegyet, de még aznap ismét elvesztette. Két nappal később a kormány két olyan hegyet is elfoglalt, mely rálátással bír Qamhana városára. Ennek hatására a felkelők kivonultak a külvárosokból.

### A Hadsereg ellentámadása, újabb felkelői előretörések, patthelyzet
Szeptember 6-án a Szír Hadsereg visszaverte a felkelők támadását Ma’an és a szomszédos Karah falu közelében. Mindeközben a Szír Hadsereg elfoglalta Btaysh falut. Szeptember 7-én a Szír Hadsereg és az NDF egységei új támadást indítottak Maardis és Taybat Al-Imam ellen, valamint megtisztították Kawkab környékét, és szeptember 9-ig visszafoglaltak három falut.
Szeptember 11-én, több a Hadsereg állásai ellen elkövetett öngyilkos merénylet után a felkelők elfoglalták Kawkab területét. Szeptember 13–14-én a felkelők több támadást is indítottak Maardis és Ma'an környékén, mely során több ellenőrző pontot is elfoglaltak, bár a jelentések szerint maga a város ellen mért támadás sikertelennek bizonyult, mert azt a kormány csapatai visszaverték.
Szeptember 15-én, két hétnyi előretörés után a felkelők offenzívájuk második, Hamá városának elfoglalásáért indítandó részének előkészítésével voltak elfoglalva. Eközben mozgósították a kormány seregeit, akik ellentámadást indítottak az elveszített területek visszaszerzéséért.

### További felkelői területszerzések
A Hadsereg szeptember 21-én indította meg ellentámadását, sikeresen bevettek több hegytetőt és farmot Mardis területétől keletre. A felkelők azt állították, a Hadsereg négy tankját megsemmisítették a harcok alatt. és még aznap elfogtak és kivégeztek 20 katonát. Másnap a Hadsereg Maardis környékén több farmot is elfoglalt. Szeptember 23-án azonban egy ellentámadásban visszafoglalták az összes olyan területet, melyet korábban a Hadsereg foglalt vissza tőlük. Iskandariah falu hovatartozásáról azonban ellentmondó jelentések érkeztek. Aznap az orosz harci repülőgépek Taybat al-Imam egyik barlangjában lőtték a felkelők egyik központját, s eközben a Szabad Idlibi Hadsereg 22 felkelője meghalt.
Szeptember 24-én egy rövid csata után a felkelők elfoglalták Ma’an és al-Kabariyyah területét. Ezután a Szír Hadsereg egy kisebb méretű ellentámadást indított, és bejutott al-Kabariyyah területére.
Szeptember 27-én a felkelők ismét előbbre jutottak, és további hat falut foglaltak el. Szeptember 28-án a Szír Hadsereg szerint a Jund al-Aqsa vegyi fegyvereket vetett be Karah kormánypárti védelmezőivel szemben, mikor a csoport megtámadta és elfoglalta a várost. A felkelők előretörésére válaszul a kormány több seregét is Hamába küldte erősítésként. Röviddel ezután a kormány egy újabb ellentámadás megindítását jelentette be, mely végül sikertelenül zárult. Szeptember 29-ig a felkelők 42 várost, falut és hegyet foglaltak el. Eközben az Ahrar Darayya felkelői csoport beolvadt a Jaysh al-Nasr társaságba, és együtt folytatták a hamái harcokat.
Október 6-án olyan hírek érkeztek, hogy megölték Fuad al-Salah-t, a Leopárd Hadsereg jelentős vezetőjét.

### A Hadsereg ellentámadása, a kormány területeket szerez vissza
Október 8-án a közeli Idlib kormányzóságban lezajló törzsközi összecsapásokból előnyt nyerve a Hadsereg ellentámadást indított, és 10 falut valamint számos hegyet visszafoglalt, valamint megszerzett két ellenőrző pontot és egy légi bázist. A Hadsereg tovább haladt, és több közeli falut elfoglalt, így ezek közé tartozott Ma'an, miközben az orosz légi támadások egy Kawkab területét elhagyó kisebb konvojt vettek célba.
Október 9-én a Hadsereg további két falut elfoglalt (Ma'ant és Kubbariyaht), valamint megszerezte Kawkab egyes részeit. Este kiújultak a harcok Ma'an környékén, másnap pedig mindkét falu ismét a felkelők kezére került. Így a kormány ismét támadásba lendült Ma'an visszafoglalásáért, a város pedig a Kawkab faluval egyetemben heves légi támadások színhelye lett. Október 11-én a Hadsereg ismét megszerezte Kawkab és Kubbariyah területét. Ezután a felkelők ellentámadását sikeresen visszaverték, a támadók pedig jelentős veszteségeket szenvedtek. Két nappal később Ma'an és egy közeli hegy a Hadsereg kezére került.
Október 16-án a kormány elfoglalta Maardis városát és Iskandariah falut. Ez annak a következménye volt, hogy előző nap a Hadsereg megszerezte az ellenőrzést a közeli Al-Abbadah hegy felett, ahonnét Maardis már lőtávolságon belül volt. Ezután, de még söttedés előtt a felkelők egy ellentámadást indítottak, hogy visszaszerezzék Maardis és Iskandariah területét. Maardis kormányzati ellenőrzése továbbra is kérdéses maradt, mivel a harcok estébe nyúlóan folytatódtak. Másnapra az ellentámadást visszaverték. A harcok alatt a felkelők ideiglenesen visszafoglalták a várost, de később ismét elvesztettékk.
Október 18-án reggel megindult Suran kormányzati bombázása, a kormányerők pedig mellette elfoglalták az egyik állomást. A kormány előretörési kísérlete másnap tovább folytatódott.
Október 24-én reggel megindultak a harcok az Al-Salamiyah melletti al-Remelia környékén, miközben a kormány egy új támadáson dolgozott, hogy Taybat al-Imam és Souran városait visszafoglalja a felkelőktől. Később a hadsereg újabb területeket szerzett meg Ma'antól nyugatra és Souran keleti külvárosaiban. Itt a védekezőkkel heves tűzharcot vívtak. Másnap a Hadsereg Ma'antól keletre haladt előre, és visszafoglalta Dharat Al-Fitas és Talat Khirbat területét, valamint Madajnah ellenőrző pontját, miközben előre törtek a kulcsfontosságú Morek irányába. Eközben a Jund al-Aqsa harcosai ismeretlen okokból kivégezték Baha'a Al-Nizalt, a Jaysh al-Farouq észak-hamái parancsnokát. Miután a kormányerők elfoglalták a Tal Al-Dour hegy tetejét, október 27-én behatoltak Souranba. Ennek hatására olyan heves harcok alakultak ki, melyek miatt a felkelők meghátráltak, és a Hadsereg könnyedén tudta biztosítani a város biztonságát. Eközben összecsapások törtek ki Taybat al-Imam mellett is.
Október 28. és november 4. között a Hadsereg Souran és Ma'an területétől északra további részeket szerzett meg, elfoglalt egy ellenőrző pontot, Al-Buwaydah faluját és több hegyet is. November 4-én a Hadsereg tovább terjeszkedett, és három ellenőrző pontra tett szert a felkelők kezén lévő Morek közelében.
November 5-én a Hadsereg a Morektől délre fekvő Lehaya falunál tört előre. Ezzel párhuzamosan a felkelők egy ellentámadást indítottak, mely során Mharden-től keletre egy ellenőrző pontot és egy falut elfoglaltak. Azonban a katonai erősítés megérkeztét követően a kormányerők az összes, korábban elvesztett területet visszafoglalták. November 6-án ennek ellenére a felkelők Morektől délre sikeresen visszafoglaltak két ellenőrző pontot és egy hegyet, melyeket korábban elvesztettek

## Következmények
November 24-én a Szír Hadsereg Ma'an közelében visszafoglalt egy kis falut és egy hegytetőt, melyet néhány nappal korábban a Dicsőség Hadsereg vezetésél megindult felkelők foglaltak el.